# アントン・オリバー

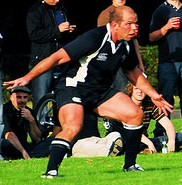
アントン・オリバー

アントン・オリバー（Anton David Oliver、1975年9月9日 - ）は、ニュージーランド出身の元ラグビー選手。元ラグビーニュージーランド代表（オールブラックス）。現役時代のポジションはフッカー。

## 来歴
インバーカーギル出身。マルボロ・ボーイズカレッジ卒業。オタゴ大学卒業。学生時代は同じ大学で学んでいたトニー・ブラウン（元オールブラックス）、サイモン・メイリング（元オールブラックス）らと共同生活を送る。ラグビーニュージーランド高等学校代表、ラグビーU-19、U-21代表を歴任。
NPCマルボロ（現在はタスマンへ統合）を経てオタゴに所属。1996年から2007年までスーパー14ハイランダーズに所属。オタゴで85キャップ、ハイランダーズで127キャップ。
1996年にラグビーニュージーランド代表に初選出され国際試合初出場は1997年6月14日開催の対フィジー戦。ショーン・フィッツパトリックの後任ポジションを務める。オールブラックス通算59キャップ、3トライ、15得点。
2001年にオールブラックスキャプテンに任命されキャプテンとしてチームを10試合率いる。父のフランク（オールブラックス17キャップ）もオールブラックスキャプテンを務めたため、オールブラックス初の親子キャプテンが誕生。しかし、オリバーのキャプテンシーは賛否両論を招きジョン・ミッチェルヘッドコーチ（当時）の下では代表選考から外れる。2002年は怪我で離脱。2003年以降は代表に復帰し2007年に代表から引退した。
2007年 - 2008年シーズンはフランスのトゥーロンへ移籍。2008年シーズンを最後に現役生活からの引退を表明。
現役引退後はイングランドへ渡りオックスフォード大学で理学修士号の取得を目指しウォスターカレッジへ進学。2008年のザ・バーシティマッチ（ケンブリッジ大学との対抗戦）にオックスフォード大学所属学生として出場した。
オックスフォード大学で理学修士の学位を取得後、2010年8月からロンドンのリスク分析会社へ就職し営業部長に就任。学位は商学士（金融専攻、オタゴ大学）、体育学士（体育学専攻、オタゴ大学）、理学修士（生物多様性科学専攻、オックスフォード大学）。